# دریاچه کرونوتسکوی
دریاچه کرونوتسکوی (روسی: Кроноцкое озеро) دریاچه‌ای مثلثی‌شکل است که در سرزمین کامچاتکا در روسیه، ۳۰ کیلومتری شمال دره آب‌فشان‌ها و ۴۰ کیلومتری ساحل شرقی شبه‌جزیره کامچاتکا قرار دارد. نام این دریاچه از نام آتشفشان کرونوتسکی که در نزدیکی آن است گرفته شده‌است.
مناطق پیرامون دریاچه غیرمسکونی و به عنوان بخشی از ذخیره‌گاه طبیعی کرونوتسکی تحت محافظت قرار دارد. این ذخیره‌گاه بخشی از آتشفشان‌های کامچاتکا است که در فهرست میراث جهانی یونسکو به ثبت رسیده‌است.